# Welsh voetbalelftal in 2016
Het Welsh voetbalelftal speelde in totaal dertien officiële interlands in het jaar 2016, waaronder zes wedstrijden als debutant bij de EK-eindronde 2016 in Frankrijk. Onder leiding van bondscoach Chris Coleman wist de ploeg zich voor het eerst in de geschiedenis te plaatsen voor de halve finales van het eindtoernooi. Op de in 1993 geïntroduceerde FIFA-wereldranglijst steeg Wales in 2016 van de 17de (januari 2016) naar de 12de plaats (december 2016).

## Balans
| Wedstrijden | Wedstrijden | Wedstrijden | Wedstrijden | Doelpunten | Doelpunten | Doelpunten | Punten |
| Gespeeld    | Winst       | Gelijk      | Verlies     | Voor       | Tegen      | Saldo      | Punten |
| ----------- | ----------- | ----------- | ----------- | ---------- | ---------- | ---------- | ------ |
| 13          | 5           | 4           | 4           | 19         | 15         | +4         | 1.077  |

## Interlands
|                                                     |                  |       |                    |                                                                                        |
| 24 maart Vriendschappelijk № 622 «onderlinge duels» | Wales            | 1 – 1 | Noord-Ierland      | Cardiff City Stadium, Cardiff Toeschouwers: 21.855 Scheidsrechter: Steven McLean (SCO) |
| 24 maart Vriendschappelijk № 622 «onderlinge duels» | Simon Church 89' |       | 60' Craig Cathcart | Cardiff City Stadium, Cardiff Toeschouwers: 21.855 Scheidsrechter: Steven McLean (SCO) |

|                                                     |                       |       |       |                                                                                   |
| 28 maart Vriendschappelijk № 623 «onderlinge duels» | Oekraïne              | 1 – 0 | Wales | NSK Olimpiejsky, Kiev Toeschouwers: 20.000 Scheidsrechter: Serdar Gözübüyük (NED) |
| 28 maart Vriendschappelijk № 623 «onderlinge duels» | Andrij Jarmolenko 27' |       |       | NSK Olimpiejsky, Kiev Toeschouwers: 20.000 Scheidsrechter: Serdar Gözübüyük (NED) |

|                                                   |                                                       |       |       |                                                                             |
| 5 juni Vriendschappelijk № 624 «onderlinge duels» | Zweden                                                | 3 – 0 | Wales | Friends Arena, Solna Toeschouwers: 37.942 Scheidsrechter: Tobias Welz (GER) |
| 5 juni Vriendschappelijk № 624 «onderlinge duels» | Emil Forsberg 40' Mikael Lustig 57' John Guidetti 87' |       |       | Friends Arena, Solna Toeschouwers: 37.942 Scheidsrechter: Tobias Welz (GER) |

| EK 2016 |
| ------- |

|                                                            |                                     |       |                 |                                                                                               |
| 11 juni EK 2016 Groep B № 625 «onderlinge duels» 18:00 uur | Wales                               | 2 – 1 | Slowakije       | Nouveau Stade Bordeaux, Bordeaux Toeschouwers: 37.831 Scheidsrechter: Svein Oddvar Moen (NOR) |
| 11 juni EK 2016 Groep B № 625 «onderlinge duels» 18:00 uur | Gareth Bale 10' Hal Robson-Kanu 81' |       | 61' Ondrej Duda | Nouveau Stade Bordeaux, Bordeaux Toeschouwers: 37.831 Scheidsrechter: Svein Oddvar Moen (NOR) |

|                                                            |                                        |       |                 |                                                                                 |
| 16 juni EK 2016 Groep B № 626 «onderlinge duels» 15:00 uur | Engeland                               | 2 – 1 | Wales           | Parc des Princes, Parijs Toeschouwers: 34.033 Scheidsrechter: Felix Brych (GER) |
| 16 juni EK 2016 Groep B № 626 «onderlinge duels» 15:00 uur | Jamie Vardy 56' Daniel Sturridge 90+1' |       | 42' Gareth Bale | Parc des Princes, Parijs Toeschouwers: 34.033 Scheidsrechter: Felix Brych (GER) |

|                                                            |         |                                                  |       |                                                                                       |
| 20 juni EK 2016 Groep B № 627 «onderlinge duels» 21:00 uur | Rusland | 0 – 3                                            | Wales | Stadium Municipal, Toulouse Toeschouwers: 28.840 Scheidsrechter: Jonas Eriksson (SWE) |
| 20 juni EK 2016 Groep B № 627 «onderlinge duels» 21:00 uur |         | 11' Aaron Ramsey 20' Neil Taylor 67' Gareth Bale |       | Stadium Municipal, Toulouse Toeschouwers: 28.840 Scheidsrechter: Jonas Eriksson (SWE) |

|                                                                   |                           |       |               |                                                                                     |
| 25 juni EK 2016 Achtste finale № 628 «onderlinge duels» 18:00 uur | Wales                     | 1 – 0 | Noord-Ierland | Parc des Princes, Parijs Toeschouwers: 44.342 Scheidsrechter: Martin Atkinson (ENG) |
| 25 juni EK 2016 Achtste finale № 628 «onderlinge duels» 18:00 uur | Gareth McAuley 75' (e.d.) |       |               | Parc des Princes, Parijs Toeschouwers: 44.342 Scheidsrechter: Martin Atkinson (ENG) |

|                                                               |                                                       |       |                      | |
| 1 juli EK 2016 Kwartfinale № 629 «onderlinge duels» 21:00 uur | Wales                                                 | 3 – 1 | België               | Grand Stade Lille Métropole, Villeneuve-d'Ascq Toeschouwers: 45.936 Scheidsrechter: Damir Skomina (SLO) |
| 1 juli EK 2016 Kwartfinale № 629 «onderlinge duels» 21:00 uur | Ashley Williams 31' Hal Robson-Kanu 55' Sam Vokes 86' |       | 13' Radja Nainggolan | Grand Stade Lille Métropole, Villeneuve-d'Ascq Toeschouwers: 45.936 Scheidsrechter: Damir Skomina (SLO) |

|                                                                |                                |       |       |                                                                                         |
| 6 juli EK 2016 Halve finale № 630 «onderlinge duels» 21:00 uur | Portugal                       | 2 – 0 | Wales | Parc Olympique Lyonnais, Lyon Toeschouwers: 55.679 Scheidsrechter: Jonas Eriksson (SWE) |
| 6 juli EK 2016 Halve finale № 630 «onderlinge duels» 21:00 uur | Cristiano Ronaldo 50' Nani 53' |       |       | Parc Olympique Lyonnais, Lyon Toeschouwers: 55.679 Scheidsrechter: Jonas Eriksson (SWE) |

|  |  |  |  |  |  |  |  |  |

|                                                                             |                                                               |       |          |                                                                                      |
| 5 september Kwalificatie WK 2018 Groep D № 631 «onderlinge duels» 20:45 uur | Wales                                                         | 4 – 0 | Moldavië | Cardiff City Stadium, Cardiff Toeschouwers: 31.731 Scheidsrechter: Liran Liany (ISR) |
| 5 september Kwalificatie WK 2018 Groep D № 631 «onderlinge duels» 20:45 uur | Sam Vokes 38' Joe Allen 44' Gareth Bale 50' Gareth Bale 90+5' |       |          | Cardiff City Stadium, Cardiff Toeschouwers: 31.731 Scheidsrechter: Liran Liany (ISR) |

|                                                                           |                                           |       |                                         |                                                                                    |
| 6 oktober Kwalificatie WK 2018 Groep D № 632 «onderlinge duels» 20:45 uur | Oostenrijk                                | 2 – 2 | Wales                                   | Ernst Happelstadion, Wenen Toeschouwers: 44.200 Scheidsrechter: Cüneyt Çakır (TUR) |
| 6 oktober Kwalificatie WK 2018 Groep D № 632 «onderlinge duels» 20:45 uur | Marko Arnautović 28' Marko Arnautović 48' |       | 22' Joe Allen 45+1' (e.d.) Kevin Wimmer | Ernst Happelstadion, Wenen Toeschouwers: 44.200 Scheidsrechter: Cüneyt Çakır (TUR) |

|                                                                           |                 |       |                         |                                                                                          |
| 9 oktober Kwalificatie WK 2018 Groep D № 633 «onderlinge duels» 20:45 uur | Wales           | 1 – 1 | Georgië                 | Cardiff City Stadium, Cardiff Toeschouwers: 32.652 Scheidsrechter: Paolo Mazzoleni (ITA) |
| 9 oktober Kwalificatie WK 2018 Groep D № 633 «onderlinge duels» 20:45 uur | Gareth Bale 10' |       | 57' Tornike Okriasjvili | Cardiff City Stadium, Cardiff Toeschouwers: 32.652 Scheidsrechter: Paolo Mazzoleni (ITA) |

|                                                                             |                 |       |                         |                                                                                          |
| 12 november Kwalificatie WK 2018 Groep D № 634 «onderlinge duels» 20:45 uur | Wales           | 1 – 1 | Servië                  | Cardiff City Stadium, Cardiff Toeschouwers: 33.000 Scheidsrechter: Alberto Undiano (ESP) |
| 12 november Kwalificatie WK 2018 Groep D № 634 «onderlinge duels» 20:45 uur | Gareth Bale 30' |       | 85' Aleksandar Mitrović | Cardiff City Stadium, Cardiff Toeschouwers: 33.000 Scheidsrechter: Alberto Undiano (ESP) |

## FIFA-wereldranglijst
| JAN | FEB | MAR | APR | MEI | JUN | JUL | AUG | SEP | OKT | NOV | DEC |
| --- | --- | --- | --- | --- | --- | --- | --- | --- | --- | --- | --- |
| 17  | 17  | 17  | 24  | 24  | 26  | 11  | 11  | 10  | 11  | 12  | 12  |

## Statistieken
| Wayne Hennessey   | 1987-01-24 | Crystal Palace       | 12 | 0 | 0 | 66 | 0  |
| Danny Ward        | 1993-06-22 | Huddersfield Town    | 1  | 2 | 0 | 3  | 0  |
| Verdediging       |            |                      |    |   |   |    |    |
| Ashley Williams   | 1984-08-23 | Everton              | 13 | 0 | 1 | 69 | 2  |
| James Chester     | 1989-01-23 | Aston Villa          | 13 | 0 | 0 | 21 | 0  |
| Chris Gunter      | 1989-07-21 | Reading              | 13 | 0 | 0 | 77 | 0  |
| Neil Taylor       | 1989-02-07 | Swansea City         | 12 | 0 | 1 | 38 | 1  |
| Benjamin Davies   | 1993-04-24 | Tottenham Hotspur    | 10 | 0 | 0 | 28 | 0  |
| James Collins     | 1983-08-23 | West Ham United      | 1  | 3 | 0 | 50 | 3  |
| Adam Matthews     | 1992-01-13 | Bristol City         | 1  | 0 | 0 | 13 | 0  |
| Jazz Richards     | 1991-04-12 | Cardiff City         | 0  | 2 | 0 | 10 | 0  |
| Adam Henley       | 1994-06-14 | Blackburn Rovers     | 0  | 1 | 0 | 2  | 0  |
| Middenveld        |            |                      |    |   |   |    |    |
| Joe Ledley        | 1987-01-23 | Crystal Palace       | 10 | 2 | 0 | 71 | 4  |
| Gareth Bale       | 1989-07-16 | Real Madrid          | 10 | 1 | 7 | 65 | 26 |
| Joe Allen         | 1990-03-14 | Stoke City           | 10 | 1 | 2 | 34 | 2  |
| Aaron Ramsey      | 1990-12-26 | Arsenal              | 7  | 0 | 1 | 45 | 11 |
| Andy King         | 1988-10-29 | Leicester City       | 5  | 2 | 0 | 39 | 2  |
| Jonathan Williams | 1993-10-09 | Ipswich Town         | 3  | 4 | 0 | 16 | 0  |
| David Edwards     | 1986-02-03 | Wolverhampton W.     | 2  | 5 | 0 | 38 | 3  |
| Tom Lawrence      | 1994-01-13 | Ipswich Town         | 2  | 1 | 0 | 5  | 0  |
| David Vaughan     | 1983-02-18 | Nottingham Forest    | 2  | 0 | 0 | 42 | 1  |
| Emyr Huws         | 1993-09-30 | Cardiff City         | 1  | 4 | 0 | 10 | 1  |
| David Cotterill   | 1987-12-04 | Birmingham City      | 1  | 1 | 0 | 24 | 2  |
| George Williams   | 1995-09-07 | Milton Keynes Dons   | 1  | 0 | 0 | 7  | 0  |
| Andrew Crofts     | 1984-05-29 | Charlton Athletic    | 0  | 1 | 0 | 28 | 0  |
| Shaun MacDonald   | 1988-06-17 | Wigan Athletic       | 0  | 1 | 0 | 4  | 0  |
| Aanval            |            |                      |    |   |   |    |    |
| Sam Vokes         | 1989-10-21 | Burnley              | 8  | 3 | 2 | 48 | 8  |
| Hal Robson-Kanu   | 1989-05-21 | West Bromwich Albion | 4  | 5 | 2 | 39 | 4  |
| Simon Church      | 1988-12-10 | Roda JC              | 1  | 4 | 1 | 38 | 3  |
| Thomas Bradshaw   | 1992-07-27 | Barnsley             | 0  | 1 | 0 | 1  | 0  |
| Lloyd Isgrove     | 1993-01-12 | Southampton          | 0  | 1 | 0 | 1  | 0  |

FAW · A-internationals · Bondscoaches · Statistieken · Welsh vrouwenelftal · Brits olympisch elftal · Wales U21 · Wales U20 · Wales U19 · Wales U18 · Wales U17 · Wales U16
1876 – 1899 ·
1900 – 1919 ·
1920 – 1929 ·
1930 – 1939 ·
1940 – 1949 ·
1950 – 1959 ·
1960 – 1969 ·
1970 – 1979 ·
1980 – 1989 ·
1990 – 1999 ·
2000 – 2009 ·
2010 – 2019 ·
2020 − 2029
EK 2016 · 
EK 2020
WK 1958
1876 · 
1877 · 
1878 · 
1879 · 
1880 · 
1881 · 
1882 · 
1883 · 
1884 · 
1885 · 
1886 · 
1887 · 
1888 · 
1889 · 
1890 · 
1891 · 
1892 · 
1893 · 
1894 · 
1895 · 
1896 · 
1897 · 
1898 · 
1899 · 
1900 · 
1901 · 
1902 · 
1903 · 
1904 · 
1905 · 
1906 · 
1907 · 
1908 · 
1909 · 
1910 · 
1911 · 
1912 · 
1913 · 
1914 · 
1915 · 1916 · 1917 · 1918 · 1919 · 
1920 · 
1921 · 
1922 · 
1923 · 
1924 · 
1925 · 
1926 · 
1927 · 
1928 · 
1929 · 
1930 · 
1931 · 
1932 · 
1933 · 
1934 · 
1935 · 
1936 · 
1937 · 
1938 · 
1939 · 
1940 · 1941 · 1942 · 1943 · 1944 · 1945 · 
1946 · 
1947 · 
1948 · 
1949 · 
1950 · 
1952 · 
1952 · 
1953 · 
1954 · 
1955 · 
1956 · 
1957 · 
1958 · 
1959 · 
1960 · 
1961 · 
1962 · 
1963 · 
1964 · 
1965 · 
1966 · 
1967 · 
1968 · 
1969 · 
1970 · 
1971 · 
1972 · 
1973 · 
1974 · 
1975 · 
1976 · 
1977 · 
1978 · 
1979 · 
1980 · 
1981 · 
1982 · 
1983 · 
1984 · 
1985 · 
1986 · 
1987 · 
1988 · 
1989 · 
1990 · 
1991 · 
1992 · 
1993 · 
1994 · 
1995 · 
1996 · 
1997 · 
1998 · 
1999 · 
2000 · 
2001 · 
2002 · 
2003 · 
2004 · 
2005 · 
2006 · 
2007 · 
2008 · 
2009 · 
2010 · 
2011 · 
2012 · 
2013 · 
2014 · 
2015 · 
2016 · 
2017 ·
2018 ·
2019 ·
2020 ·
2021 ·
2022 ·
2023
Albanië ·
Andorra ·
Argentinië ·
Armenië ·
Australië ·
Azerbeidzjan ·
België ·
Bosnië en Herzegovina ·
Brazilië ·
Bulgarije ·
Canada ·
Chili ·
China ·
Costa Rica ·
Cyprus ·
DDR ·
Denemarken ·
Duitsland ·
Engeland ·
Estland ·
Faeröer ·
Finland ·
Frankrijk ·
Georgië ·
Gibraltar ·
Griekenland ·
Hongarije ·
Ierland ·
IJsland ·
Iran ·
Israël ·
Italië ·
Jamaica ·
Japan ·
Joegoslavië ·
Kazachstan ·
Koeweit ·
Kroatië ·
Letland ·
Liechtenstein ·
Luxemburg ·
Malta ·
Mexico ·
Moldavië ·
Montenegro ·
Nederland ·
Nieuw-Zeeland ·
Noord-Ierland ·
Noord-Macedonië ·
Noorwegen ·
Oekraïne ·
Oostenrijk ·
Panama ·
Paraguay ·
Polen ·
Portugal · 
Qatar ·
Roemenië ·
Rusland ·
San Marino ·
Saoedi-Arabië ·
Schotland ·
Servië ·
Servië en Montenegro ·
Slovenië ·
Slowakije ·
Sovjet-Unie ·
Spanje ·
Trinidad & Tobago ·
Tsjechië ·
Tsjecho-Slowakije ·
Tunesië ·
Turkije ·
Uruguay ·
Verenigde Staten ·
Wit-Rusland ·
Zuid-Korea ·
Zweden ·
Zwitserland
Engeland (2016) · 
Denemarken (2021) · 
Italië (2021) · 
Rusland (2016) ·
Slowakije (2016) · 
Turkije (2021) · 
Zwitserland (2021)